# Sakya Dagchen Rinpoché
Rinpoché, Phuntsok Phodrang (chef de l'école sakyapa)
- -
Sakya Dagchen Rinpoché aussi Ngawang Kunga Sonam (2 novembre 1929 Comté de Sakya, Tibet —29 avril 2016 à Seattle (Washington) aux États-Unis) est un lama Tibétain de l'école sakyapa, une des quatre écoles majeures du bouddhisme tibétain (les autres sont nyingmapa, kagyüpa, et gelugpa).
Chef du Sakya Phuntsok Phodrang, il est mort le 29 avril 2016 après une longue maladie à Seattle, États-Unis et resta quelques jours dans un état méditatif post-mortem de thukdam.

## Biographie

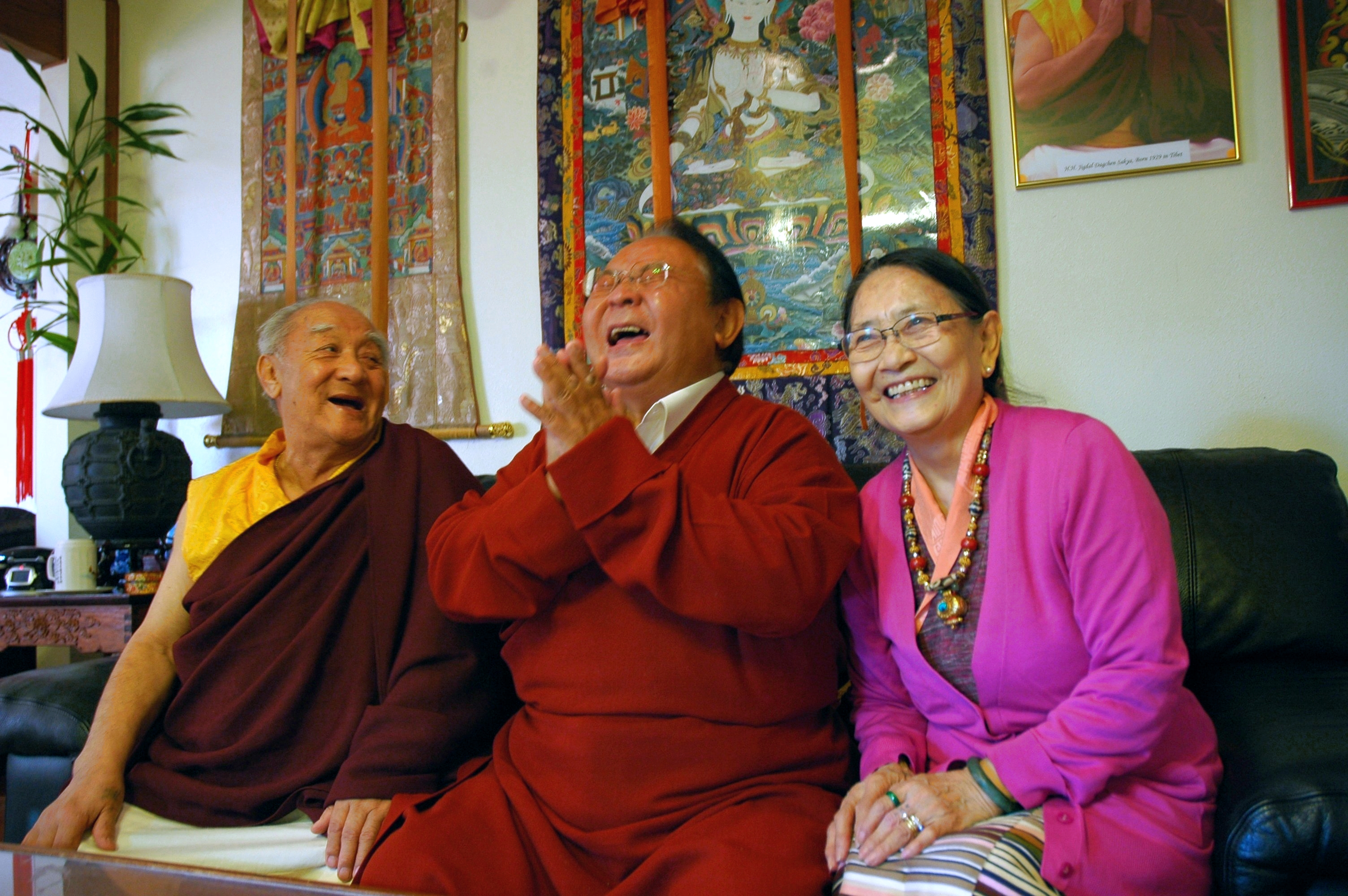
Jigdal Dagchen Sakya, Sogyal Rinpoché et Dagmola Sakya, 2009

Sakya Dagchen Rinpoché est né dans le Comté de Sakya au Tibet.
Dagchen Rinpoché a reçu son instruction de l'abbé du monastère de Sakya du Sud et du Secrétaire du gouvernement Sakya. Avec ces deux professeurs, Rinpoché a étudié l'alphabet tibétain, la composition, la littérature classique, la philosophie et les quatre classes de tantra (bouddhisme ésotérique). Il a également reçu des enseignements sur les divinités de méditation Sakya. De Ponlop Sakya du monastère du Nord, Dagchen Rinpoché a appris les rites religieux ésotériques fondamentaux de la tradition Sakya : musique religieuse, offrande du mandala, danse et gestes de la main rituelles.
Après avoir terminé avec succès cette formation, Dagchen Rinpoché a reçu de son père la transmission de la lignée Sakya-Khon de Vajrakilaya, et le Lamdré Tsokshey, l'enseignement principal de la tradition sakya. Ainsi, le maître spirituel principal de Rinpoché était son père, Trichen Nawang Thutop Wangchuk.
En 1950, à l'âge de 21 ans, Dagchen Rinpoché a épousé Sonam Tsezom, qui descend d'une famille de lamas et de médecins de l'Est du Tibet (Kham). Elle est la nièce de Dezhung Rinpoché. Quand elle l'a épousé son nom est devenu Jamyang et son titre Dagmo Kusho ou, plus formellement, Dagmo Kushola, ce qui se traduit comme  "Mère d'un prince".
Plus tard cette année le père de Dagchen Rinpoché est mort. Rinpoché est devenu le titulaire du Trône intérimaire Phuntsok Phodrang. En même temps, les envahisseurs chinois communistes menaçaient le Tibet et le bouddhisme tibétain. Après un court règne en tant que chef de l'école Sakya, il a pris un congé en tant que dirigeant de Sakya afin de se rendre à l'Est du Tibet pour compléter son éducation religieuse.
En 1954, en tant que Phuntsok Phodrang Rinpoché, il accompagne le 14e dalaï-lama en Chine,. Lors de son retour, il est hébergé par Jamyang Pema (1942-1959), le jeune et dernier roi de Dergé.
À l'Est du Tibet, Dagchen Rinpoché a reçu des enseignements de quatorze lamas. Parmi eux se trouvaient ses lamas racine, Jamyang Chökyi Lodrö et Dilgo Khyentse Rinpoché. Ils étaient lamas rimé de renom, des traditions Sakya et Nyingma, respectivement. De Jamyang Chökyi Lodrö Rinpoché, Dagchen Rinpoché a reçu des initiations et des enseignements de l'enseignement le plus précieux de l'École Sakya, les sept volumes Lamdré Lopshey (La Voie et son Fruit dans sa forme plus ésotérique) et quatorze volumes Druptap Kundu (Collection des méthodes de La concrétisation). De Dilgo Khyentse Rinpoché, Dagchen Rinpoché a reçu des enseignements sur les treize volumes Damngak Dzo (Trésor des instructions ésotériques), une compilation non-sectaire par Jamgön Kongtrul, un grand maître rimé du bouddhisme tibétain de la Kagyu School. En outre, douze autres lamas Sakya lui a donné les enseignements de la trente et un volume de Gyude Kundu.
En 1959, Dagchen Rinpoché et sa famille (y compris son frère cadet Trinly Rinpoché et l'oncle de sa femme Deshung Rinpoché III) ont fui vers le Bhoutan et en Inde. Le Professeur Turrell V. Wylie du Programme d'études tibétaines à l'Université de Washington, le premier programme dans le pays, a invité Dagchen Rinpoché à participer à un projet de recherche sur le Tibet parrainé par la Fondation Rockefeller.
Cependant, peu après, Sakya Dagchen Rinpoché doit fuir le Tibet. En 1960, il se rend avec sa famille et Dezhung Rinpoché aux États-Unis pour participer à un projet de recherche sur la culture et la religion tibétaine à l'université de Washington à Seattle.
Cela a permis à Dagchen Rinpoché d'amener sa famille à Seattle, Washington en 1960. Le financement du projet de recherche a duré trois ans. Par la suite, au cours de la prochaine décennie Rinpoché a occupé plusieurs postes à l'Université de Washington, y compris le travail au département d'anthropologie et au Musée Burke d'histoire naturelle et de la culture.